# Paola Sanna
Paola Sanna (Bergamo, 19 marzo 1977) è un'ultramaratoneta italiana.

## Biografia
Ha cominciato la sua carriera agonistica nel 1998, come velocista. Gareggiava in pista nei 200 m e 400 m piani, ma subito capì che non era la strada giusta per lei. Comincia così a competere in gare corte su strada, con risultati incoraggianti, fino a quando nel maggio del 2000 corre la sua prima mezza maratona, proprio nella sua città, Bergamo. Si piazza al quinto posto della classifica assoluta femminile, e da qui è tutto un crescendo di allenamenti e di chilometri.
Figlia di un ex maratoneta (che è diventato il suo allenatore), ha conquistato il posto in Nazionale nel 2003, dopo essersi classificata seconda alla 100 km del Passatore (Firenze-Faenza), con il tempo di 8h31'31". Sempre nello stesso anno ha vinto il Campionato Italiano della 100 km in pista a San Giovanni Lupatoto, stabilendo la nuova miglior prestazione italiana, con 27' in meno rispetto al precedente risultato. La prima maglia azzurra la indossa quasi alla fine di questo anno, in occasione del Campionato Mondiale della specialità, a Taiwan. Subito ottiene un grande risultato, laureandosi Vicecampionessa del Mondo (individuale, in 8h15'), e Campionessa del Mondo (a squadre).
Dopo aver trascorso questo periodo agonistico con il gruppo sportivo Polizia di Stato, si iscrive nella società ASD Runners Bergamo. Gareggia in varie 6h, sia su strada che pista. Dal 2004 al 2006 ha detenuto la miglior prestazione mondiale stagionale della specialità, riuscendo a correre 79,345 m in 6h. Nel 2008 riesce ad abbattere il muro degli 80 km, facendo registrare la seconda miglior prestazione mondiale stagionale con 80,312 km.
Nel 2005 vince per la prima volta la più famosa 100 km al Mondo: il Passatore, successo che bisserà poi nel 2007. Nell'ottobre del 2006 partecipa ancora con la maglia azzurra, ai Campionati Mondiali di 100 km, svoltisi a Seul. Ottiene il quarto posto assoluto (primato personale di 17': 7h41'45”), e la medaglia d'oro a squadre. Ad aprile 2007 vince la 50 km di Romagna, una delle 10 gare valide per la “IAU 50km Trophy”. A giugno del 2007 Paola viene inserita nell'élite mondiale dell'atletica. Da qui infatti, Paola viene controllata in allenamenti e gare dalla Federazione Internazionale di Atletica (IAAF) con il Whereabouts Program. Il 10 novembre 2007, nella prima edizione della "100 km degli Etruschi", si laurea Campionessa Italiana di specialità con il tempo finale di 7h 54' 02".
Il 19 aprile del 2008, nella 6 ore Bergamasca, ha ottenuto con 80,312 km la seconda miglior prestazione italiana sulla distanza percorsa in 6 ore. A maggio nella 100 km del Passatore, conquista l'argento del Campionato Italiano.
Paola riesce a migliorare per due volte il suo personale in maratona, conquistando un terzo posto alla maratona internazionale del Garda, e un secondo posto alla maratona di Bergamo. Scelta come Capitana della Nazionale Italiana durante il Mondiale ed Europeo disputato in Italia a Tarquinia l'8 novembre, Paola è stata costretta al ritiro per problemi fisici.
Un eccellente 2009 ha portato nel curriculum di Paola un prestigioso bronzo alla Maratona di Barcellona (a marzo), il primo posto alla Mezza Maratona di Bergamo (a settembre) e la vittoria nella Maratona di Bari (a novembre). Brilla però più di tutto la quarta conquista del Tricolore nella 100 km su strada, dove nel 2009 Paola si è confermata tra le più forti atlete d'Europa, pur essendosi allenata solo per distanze più brevi. Proprio verso fine anno Paola viene seguita, nelle sue tabelle di allenamento, dalla grande maratoneta Ornella Ferrara.
Nel 2010 cominciano già a vedersi i primi risultati di questa collaborazione. Paola nella sua prima gara dell'anno (la mezza di Oggiono, Lecco), non solo arriva prima, ma migliora il suo personale sulla distanza con 1h21'42". A febbraio poi partecipa alla Maratona del Salento e, anche qui, conquista la prima posizione. A marzo torna poi a Barcellona, dove conquista il settimo posto assoluto e migliora di ben 5 minuti il suo personale in maratona, portandolo a 2h47'03". Ad aprile si laurea Campionessa Italiana dei 50 km su strada (a Castel Bolognese), mentre a fine giugno conquista il titolo di Campionessa Italiana IUTA nella 50 km in salita.
I suoi sponsor 2012 sono: Il Libraccio; Team Iacuzzo. Fornitori ufficiali: Saucony, Inkospor, Garmin, Red Level, Carnielli, Compex, Veri Eroi.

## Record
- Migliore prestazione italiana a squadre 100 km: 23h24'14" (Monica Carlin, Paola Sanna, Giovanna Cavalli), 8 ottobre 2006, Misari Seul (Corea del Sud)
- Migliore prestazione italiana outdoor 100 km su pista: 8h26'19”, 27 settembre 2003, San Giovanni Lupatoto (Italia)

## Palmarès

### Mondiali 100 km
- 2003: 2^ assoluta e oro a squadre (strada)
- 2004: 6^ assoluta (strada)
- 2006: 4^ assoluta e oro a squadre

## Campionati nazionali
- 100 km: 5 vittorie: 2003 (pista) – 2005, 2007, 2009, 2013 (strada)
- 6 ore: 2 vittorie: 2006 (strada) – 2007(strada)
- 50 km: 2 vittoria: 2004, 2007 (strada)
- Campionessa italiana 100 km anno 2005, 2007, 2009 e 2013

## Altre competizioni internazionali
2002
- 4ª alla 100 km del Passatore ( Firenze-Faenza), 100 km - 10h53'44"

2003
- 6ª alla 24 ore del Delfino ( Bergamo), 24 h - 130,800 km
- Argento alla 100 km del Passatore ( Firenze-Faenza), 100 km - 8h31'31"
- Bronzo alla Lupatotissima ( San Giovanni Lupatoto), 100 km - 8h26'20"
- 4ª alla 50 km di Romagna ( Castel Bolognese), 50 km - 3h51'19"

2004
- Oro alla 6 ore Bergamasca ( Alzano Lombardo), 6 h - 78,135 km
- Oro alla Strasimeno ( Castiglione del Lago), 56 km - 4h43'24"
- Bronzo alla 50 km di Romagna ( Castel Bolognese), 50 km - 3h37"49
- Oro alla Maratona sul Brembo ( Treviolo) - 2h58'52"

2005
- Oro alla 100 km del Passatore ( Firenze-Faenza), 100 km - 8h59'19"
- Oro alla 6 ore Bergamasca ( Alzano Lombardo), 6 h - 77,738 km
- Oro alla 6 ore Marenese ( Mareno di Piave), 6 h - 79,823 km
- Oro alla Strasimeno ( Castiglione del Lago), 56 km - 4h34'14"
- Bronzo alla Pistoia-Abetone Ultramarathon ( Pistoia-Abetone), 52 km - 4h39'38"
- Oro alla Maratona sul Brembo ( Treviolo) - 3h01'58"

2006
- Argento alla 100 km del Passatore ( Firenze-Faenza), 100 km - 8h10'57"
- Oro alla 6 ore Bergamasca ( Ciserano), 6 h - 69,905 km
- Oro alla 6 ore Marenese ( Mareno di Piave), 6 h - 79,345 km
- Bronzo alla Strasimeno ( Castiglione del Lago), 56 km - 4h42'11"
- Argento alla Pistoia-Abetone Ultramarathon ( Pistoia-Abetone), 52 km - 4h29'03"
- 6ª alla Maratona di Firenze ( Firenze) - 2h56'38"
- Bronzo alla Maratona sul Brembo ( Treviolo) - 3h08'28"

2007
- Oro alla 100 km del Passatore ( Firenze-Faenza), 100 km - 8h33'39"
- Argento alla 100 km degli Etruschi - 7h54'04"
- Oro alla 6 ore Bergamasca ( Ciserano), 6 h - 77,753 km
- Oro alla 6 h di Seregno ( Seregno) - 76,200 km
- Argento alla Strasimeno ( Castiglione del Lago), 56 km - 4h14'08"
- Oro alla 50 km di Romagna ( Castel Bolognese), 50 km - 3h42'06"
- Argento alla Pistoia-Abetone Ultramarathon ( Pistoia-Abetone), 50 km - 4h09'03"
- 14ª alla Maratona di Firenze ( Firenze) - 3h08'01"
- Argento alla Maratona sul Brembo ( Treviolo) - 3h05'12"
- 4ª alla Lake Garda Marathon ( Limone sul Garda) - 2h56'41"
- 4ª alla Mezza maratona di Castel Rozzone ( Castel Rozzone) - 1h24'52"
- 6ª alla Maratonina di San Gaudenzio ( Novara) - 1h26'11"
- 4ª alla Mezza maratona di Bergamo ( Bergamo) - 1h26'45"

2008
- Argento alla 100 km del Passatore ( Firenze-Faenza), 100 km - 8h38'49"
- Argento alla 6 ore Bergamasca ( Ciserano), 6 h - 80,312 km
- 16ª alla Maratona di Roma ( Roma) - 2h56'54"
- Argento alla Maratona di Bergamo ( Bergamo) - 2h52'09"
- Bronzo alla Lake Garda Marathon ( Limone sul Garda) - 2h53'54"
- 4ª al Trofeo Sempione ( Milano) - 38'51"

2009
- Argento alla 100 km del Passatore ( Firenze-Faenza), 100 km - 9h05'32"
- Bronzo alla Maratona di Barcellona ( Barcellona) - 2h55'52"
- 17ª alla Maratona di Treviso ( Treviso) - 3h02'25"
- Oro alla Maratona di Bari ( Bari) - 2h52'14"
- Argento alla Mezza maratona di Castel Rozzone ( Castel Rozzone) - 1h23'13"
- 11ª alla Mezza maratona di Cremona ( Cremona) - 1h25'01"
- 7ª alla Mezza maratona di Monza ( Monza) - 1h25'49"
- Bronzo alla Mezza maratona di Seregno ( Seregno) - 1h25'56"
- Oro alla Mezza maratona di Bergamo ( Bergamo)
- 5ª alla Mezza maratona delle due Perle ( Santa Margherita Ligure) - 1h25'56"
- 6ª alla 10 Miglia del Montello ( Montebelluna), 10 miglia - 1h05'00"

2010
- Oro alla 50 km di Romagna ( Castel Bolognese), 50 km - 3h42'06"
- Argento alla Pistoia-Abetone Ultramarathon ( Pistoia-Abetone), 50 km - 4h09'16"
- 8ª alla Maratona di Barcellona ( Barcellona) - 2h47'04"
- Oro alla Maratona del Salento ( Parabita) - 2h54'23"
- Oro alla Mezza maratona di Oggiono ( Oggiono) - 1h21'42"
- 8ª alla 10 Miglia del Montello ( Montebelluna), 10 miglia - 1h03'57"

2011
- 66ª alla Maratona di New York ( New York) - 3h00'33"
- Oro alla Mezza maratona di Mantova ( Mantova) - 1h21'27"
- 5ª alla Mezza maratona di Ferrara ( Ferrara) - 1h29'15"

2012
- Bronzo alla 100 km del Passatore ( Firenze-Faenza), 100 km - 8h04'03"
- Oro alla Strasimeno ( Castiglione del Lago), 56 km - 4h27'34"
- Argento alla 50 km di Romagna ( Castel Bolognese), 50 km - 3h41'13"
- 5ª alla Pistoia-Abetone Ultramarathon ( Pistoia-Abetone), 50 km - 4h25'25"
- Oro alla Maratona di Bologna ( Bologna) - 2h59'24"
- 14ª alla Maratona di Marrakech ( Marrakech) - 3h14'15"
- 12ª alla Mezza maratona di Cremona ( Cremona) - 1h23'51"
- 6ª alla Giulietta&Romeo Half Marathon ( Verona) - 1h23'51"
- 8ª alla Mezza maratona di Crema ( Crema) - 1h24'31"
- Argento alla Mezza maratona di Castel Rozzone ( Castel Rozzone) - 1h25'10"
- 10ª alla 10 Miglia del Montello ( Montebelluna), 10 miglia - 1h04'07"
- 8ª alla Cinque Miglia di Torviscosa ( Torviscosa), 5 miglia - 31'10"

2013
- Argento alla 100 km del Passatore ( Firenze-Faenza), 100 km - 8h27'27"
- Oro all'Ultramaratona del Tricolore ( Reggio Emilia), 6 h - 74,414 km
- Argento alla Strasimeno ( Castiglione del Lago), 56 km - 4h19'05"
- 8ª alla 50 km di Romagna ( Castel Bolognese), 50 km - 3h59'51"
- 12ª alla Tuscany Crossing, 50 km - 7h29'05"
- Bronzo alla Mezza maratona sul Brembo ( Dalmine) - 1h22'57"
- Argento alla Mezza maratona di Castel Rozzone ( Castel Rozzone) - 1h29'16"

2014
- Argento alla Mezza maratona di Vigevano ( Vigevano) - 1h24'00"

2015
- Bronzo alla Mezza maratona di Vigevano ( Vigevano) - 1h25'47"

2016
- 6ª alla Mezza maratona sul Brembo ( Dalmine) - 1h28'35"

2017
- 35ª alla Wings for Life World Run, 6 h - 45,850 km

2018
- 5ª alla Mezza maratona di Bergamo ( Bergamo) - 1h25'06"